# Rejon mariampolski
Rejon mariampolski (lit. Marijampolės savivaldybė) – rejon w południowo-zachodniej Litwie.